# Liste von Fachwerkhäusern des 13. Jahrhunderts in Deutschland

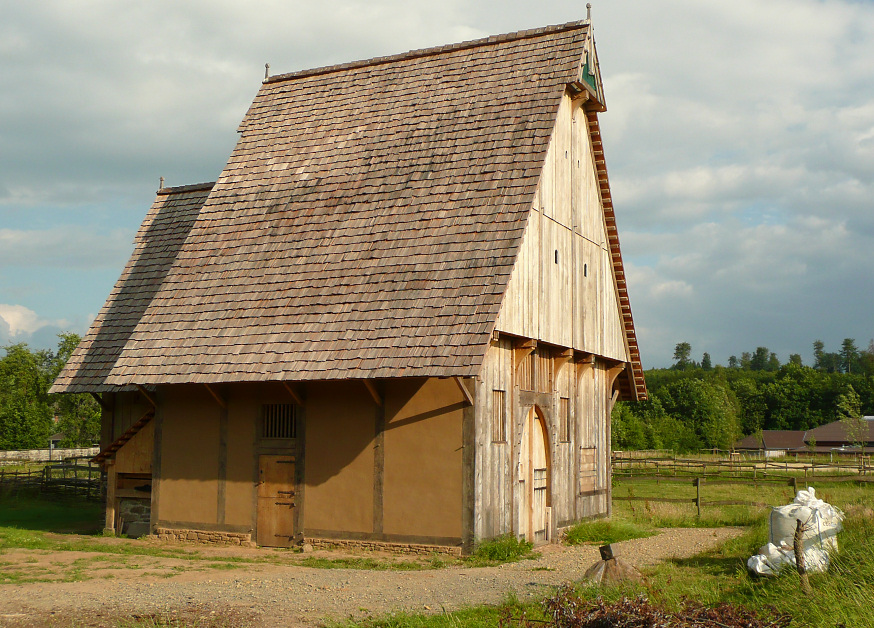
Hausrekonstruktion in Nienover

Die Liste von Fachwerkhäusern des 13. Jahrhunderts in Deutschland erfasst die ältesten Wohn- und Wirtschaftsgebäude in Fachwerkbauweise, die in Deutschland gegenwärtig existieren; aus dem 12. Jahrhundert sind nämlich keine bekannt. Je nachdem ob man auch Häuser, die zum großen Teil massiv gemauert sind, als Fachwerkbauten betrachtet, wird die Frage nach dem „ältesten Fachwerkhaus“ unterschiedlich beantwortet.

## Datierung
Die Datierung wird ermöglicht durch dendrochronologische Untersuchung von Balken. Dabei muss beispielsweise ausgeschlossen werden, dass die Probe von einem Altholz genommen wird, das zwar in dem betreffenden Fachwerkbau (wieder)verwendet wurde, aber nichts über das Alter des Hauses aussagt.

## Fachwerkbau des 13. Jahrhunderts
Die Häuser unterscheiden sich hinsichtlich ihrer Höhe und Qualität nicht von Fachwerkhäusern der Renaissance und des Barock, zeigen jedoch kaum Zierformen, waren wohl auch nicht farbig bemalt. Sie entstammen der Stilepoche der Gotik, übernehmen aber in Deutschland (anders in Frankreich) nur selten das gotische Formenvokabular aus dem Steinbau.
Das ursprüngliche Aussehen eines städtischen Lehmfachwerkhauses (Bäckerhaus) aus der Zeit um 1230 wurde aufgrund der archäologischen Befunde in der Stadtwüstung Nienover im Solling rekonstruiert.

## Liste (nach Baujahr sortiert)
| Bild                           | Land | Ort                 | Straße, Nr.         | Datierung                               | Bemerkungen |  |
| ------------------------------ | ---- | ------------------- | ------------------- | --------------------------------------- | --- |  |
|                                | BW   | Esslingen           | Heugasse 3          | 1262/63                                 | Nur wenig Bausubstanz aus dem 13. Jahrhundert ist erhalten. |  |
|                                | BW   | Bad Wimpfen         | Marktplatz 6        | 1265/66                                 | Zweigeschossiger Ständerbau auf massivem Erdgeschoss, mit 35 cm breiten Eichenbalken ausgeführt, traufseitig zum Marktplatz und an dieser Seite auch verputzt. „Von dem ältesten Wandaufbau haben sich hohe Flechtwerkfüllungen in den Giebelscheiben erhalten. Sorgfältige Nuten an den Rähmunterseiten sowie innerhalb des Querbundes lassen aber vermuten, dass ehemals Bretterwände vorhanden waren.“ „Erdgeschoß im Kern um 1265 (d), Gewölbekeller nachträglich eingebaut, ab dem ersten Obergeschoß 16./17. Jahrhundert, Zwerchhaus um 1800“ |  |
|                                | BW   | Esslingen           | Webergasse 8b       | 1266/67                                 | Das Wohnhaus Webergasse 8 ist aus der Zusammenlegung zweier mittelalterlicher Häuser entstanden; die Westhälfte verlor durch einen Brand einen Großteil ihrer ursprünglichen Bausubstanz. Zweigeschossiges Holzgerüst in Stockwerkbauweise auf selbständig abgezimmertem Unterbau, am Giebel etwa 90 cm vorkragend. Die gesamte Kernkonstruktion des 13. Jahrhunderts ist erhalten. |  |
|                                | NI   | Göttingen           | Rote Straße 25      | 1276                                    | Das Haus galt bis 1984 als das älteste Fachwerkhaus Deutschlands und befand sich seit 1334 im Besitz der Familie von Einbeck. Besondere Elemente: Kopfbänder (Knaggen) in leicht gekehlter Form. |  |
|                                | BW   | Schwäbisch Hall     | Untere Herrngasse 2 | 1288/89                                 | Auskragendes zweites Obergeschoss, Satteldach. |  |
|                                | HE   | Limburg an der Lahn | Römer 2, 4, 6       | 1289                                    | Neubau nach dem Stadtbrand von 1289 auf erhaltenem Kellersockel: Ständerbau mit zweiseitiger Obergeschossvorkragung und steilem Dach. „Das Haus Römer 2-4-6 ist als äußerst stattlicher ehemaliger Ständerbau des späten 13. Jahrhunderts mit zwei qualitätvollen Umbauphasen späterer Zeit ein Denkmal profaner Baukunst von nationaler Bedeutung. Dessen umfassende wissenschaftliche Bearbeitung durch die Bauforschung erlaubte eine weitgehende Rekonstruktion seiner frühen Gefügekonstruktionen und förderte die Erkenntnis, dass der Fachwerkbau des 13. Jahrhunderts bereits über ein sehr breites und hoch entwickeltes Repertoire bautechnischer Möglichkeiten verfügte.“ |  |
|                                | HE   | Limburg an der Lahn | Kleine Rütsche 4    | 1290                                    | Ständerkonstruktion mit hoher Halle, zweizonigem Grundriss im Obergeschoss und Obergeschossauskragungen. |  |
|                                | BY   | Amorbach            | Bädersweg 3/5       | 1291                                    | Festes Haus: Wohnturm mit wohlerhaltenem Fachwerk-Obergeschoss auf Steinsockel. |  |
|                                | HE   | Frankfurt am Main   | Schellgasse 8       | 1292                                    | Ältestes erhaltenes Fachwerkhaus Frankfurts. Als Scheune errichtet, im 14. Jahrhundert in ein Wohnhaus umgewandelt. |  |
|                                | HE   | Limburg an der Lahn | Bergstraße 7        | 1292                                    | Dreigeschossiger Bau; die Ostfassade ist repräsentativ gestaltet mit vorkragendem Obergeschoss und massivem Vorbau (Abgang zu einem großen tonnengewölbten Keller) aus der Erbauungszeit, insgesamt aber geprägt von Baumaßnahmen des 15./16. Jahrhunderts. Die Nordseite dagegen zeigt „mit weit auseinander stehenden, aus vollen Holzstämmen gearbeiteten Ständern“ die Konstruktion des 13. Jahrhunderts. |  |
|                                | HE   | Limburg an der Lahn | Rütsche 15          | 1292                                    | Erbaut an der Einmündung der Rütsche in den Fischmarkt, deshalb seit dem Umbau von 1538 gebogene, dem Straßenverlauf folgende Fassade. Ursprünglich rechteckiger Grundriss über bauzeitlichem Gewölbekeller. Die Ständerkonstruktion der Bauzeit blieb an der Ost- und Südseite teilweise erhalten. |  |
|                                | BW   | Ingelfingen         | Schmiedgasse 15     | 1293–1295                               | Im ersten Obergeschoss ist die Bohlenstube erhalten. „Die ehem. Stubenfenster durch barocken Wandschrank und jüngere Fenster ersetzt, darunter zwei Rundfenster mit Bleisprossen. Ansonsten sind die Bohlenwände weitgehend erhalten. Stube mit gewölbter Bohlen-Balken-Decke mit gefasten Balken und Ausläufen, der mittige Balken mit hornartigen Verzierungen. Die übrigen Wände vermutlich ursprünglich mit wandhohem Lehmflechtwerk.“ |  |
|                                | TH   | Erfurt              | Regierungsstraße 3  | 1295                                    | Ankerbalkenkonstruktion, doppelte Kopfstreben und Sparrendach mit doppeltem Kehlbalken; Portal: hölzerner Spitzbogen. Drei Viertel der Fachwerkkonstruktion aus der Bauzeit blieben erhalten. |  |
|                                | HE   | Limburg an der Lahn | Domplatz 5          | 1296                                    | Baugruppe mit komplexer Geschichte. Der zum Domplatz gerichtete Ostgiebel auf älterem Mauerwerk stammt von 1296 und hatte ursprünglich acht schmale, hohe Fenster und ein Steildach; nach Süden schloss sich ein schmales Wirtschaftsgebäude, ebenfalls von 1296, an. Es wurde später zum Wohnhaus umgebaut. |  |
|                                | HE   | Limburg an der Lahn | Römer 1             | 1296                                    | Erbaut nahe der damaligen Holzbrücke über die Lahn; „dreigeschossiger Ständerbau mit aufgeblatteten Riegeln und ehemals wandhohen, gebogenen Schwertungen über dem Grundriss eines Parallelogramms.“ Heute Hinterhaus zu einem um 1500 entstandenen repräsentativen Vorderhaus in Stockwerkbauweise. |  |
|                                | BY   | Bad Windsheim       | Weinmarkt 6         | 1296                                    | Ein mächtiger Baukörper auf etwa 12 mal 30 m Grundfläche. |  |
|                                | BY   | Eichstätt           | Turmgasse 5         | 1297                                    | Steinbau mit Fachwerkaufsatz. |  |
|                                | BW   | Esslingen           | Ehnisgasse 18       | 1298                                    | Traufständiges Wohnhaus in der Pliensauvorstadt. Zweigeschossiges Gebäude, Fachwerk-Obergeschoss (1298d) über massivem Erdgeschoss, Satteldach erneuert 1486/87. |  |
| vormals fälschlich aufgeführt: |      |                     |                     |                                         | |  |
|                                | HE   | Limburg an der Lahn | Rütsche 5           | Geschossbalken nach 1289, ca. 1600      | Dreiseitig massives Steinhaus mit Fachwerkfassade (diese aber erst von ca. 1600). Lediglich die Geschossbalken wurden nach dem Stadtbrand 1289 eingezogen. Diese sind aber kein fachwerkspezifisches Bauteil, denn auch Steingebäude verfügen oft über Balkengeschosse. Ob sich im Inneren noch Fachwerkteile aus dem 13. Jahrhundert erhalten haben, wird in der Quelle nicht angegeben. Das Vorkragen der oberen Stockwerke galt im Mittelalter als sehr repräsentativ und ließ sich nur in Fachwerkbauweise realisieren. |  |
|                                | ST   | Quedlinburg         | Hölle 11            | (Steinbau 1215–1230), Fachwerkteil 1301 | 1233 urkundliche Erwähnung. Der Komplex besteht aus mehreren Häusern. Das Steinhaus ist älter als die Stadtmauer und besitzt deshalb eine Eigenbefestigung aus Sandsteinmauerwerk (Nord- und Südteil); der Mittelteil des Hauses verfügt straßenseitig über ein Fachwerkgeschoss und hofseitig über eine volle Fachwerkfassade von 1301. Lediglich Deckenbalken des Steinhauses wurden dendrochronologisch auf 1215 datiert. |  |
|                                | BW   | Esslingen           | Heugasse 5          | 1361/62 nicht 1262-63                   | Fachwerk unter Putz, über mehrere Jahrhunderte allerdings Sichtfachwerk (ausweislich der verwitterten Eichenbalken). Ursprünglich zweizoniger, dreischiffiger Gerüstaufbau mit späterem, massiv ausgeführten steinernen Unterbau. |  |